# Khalil Bani Attiah
Khalil Zaid Bani Attiah (8 de junho de 1991) é um futebolista profissional jordaniano que atua como meia.

## Carreira
Khalil Bani Attiah representou a Seleção Jordaniana de Futebol na Copa da Ásia de 2015.